# Robert C. Feenstra
Robert Christopher Feenstra (* 1956) ist ein US-amerikanischer Ökonom. Seit 1986 lehrt er an der University of California, Davis. Er ist außerdem Direktor des Programms „International Trade and Investment Program“ des National Bureau of Economic Research (NBER).

## Ausbildung
Feenstra erhielt seinen Bachelor-Abschluss mit der Auszeichnung Honors in Economics im Jahr 1977 an der University of British Columbia. 1981 verlieh ihm das Massachusetts Institute of Technology den Grad eines Ph.D. Anschließend arbeitete er als Post-Doktorand für ein halbes Jahr an der University of Chicago.

## Beruflicher Werdegang
Nach Abschluss seiner Dissertation 1981 lehrte Feenstra zunächst bis 1986 an der Columbia University und wechselte anschließend an die University of California, Davis als Associate Professor (Privatdozent). 1990 erhielt er dort den Lehrstuhl C. Bryan Cameron Distinguished Chair in International Economics. Von 2005 bis 2006 leitete er zusätzlich das dortige Institute of Governmental Affairs. Dessen Center for International Data steht er heute noch als Direktor vor.
1992 wurde er außerdem Direktor des Programms „International Trade and Investment Program“ des National Bureau of Economic Research (NBER), an dem er zuvor ab 1985 erst Faculty Research Fellow und danach ab 1987 Research Associate war.
Feenstra war von 1995 bis 2001 Herausgeber des Journal of International Economics, an dem er zuvor Mitherausgeber war. Er war ebenso Mitherausgeber des Review of Economics and Statistics sowie des American Economic Review. Er ist heute noch Mitherausgeber des American Economic Journal – Economic Policy sowie des Journal of Economic Perspectives.

## Forschung
Gemäß der wirtschaftswissenschaftlichen Publikationsdatenbank IDEAS gehört Feenstra im Gesamtranking zu den 5 % der forschungsstärksten Ökonomen (Rang 135). Auch unter Kriterien wie „Anzahl an Zitaten“ oder „Anzahl an Werken“ gehört Feenstra deutlich zu den besten 5 % der in der Datenbank erfassten Ökonomen. Der am meisten zitierteste Artikel Feenstras trägt den Titel Integration of Trade and Disintegration of Production in the Global Economy (1998). In diesem Artikel vergleicht Feenstra verschiedene Maße für Outsourcing, belegt deren Anstieg seit den 1970er Jahren und betrachtet die Konsequenzen der Globalisierung für die Beschäftigung und Löhne niedrigqualifizierter Arbeiter, für Handel und Handelsregulierungen sowie für Arbeitsstandards.
Allgemein ist Feenstra publizistisch vor allem auf den Gebieten der internationalen Handelstheorie, der Entwicklungsökonomik, der Betriebswissenschaft sowie zur Thematik der Schwellenländer aktiv.

## Mitgliedschaften
Neben seiner Mitgliedschaft im NBER ist Feenstra außerdem seit 2006 Fellow des Institut für Weltwirtschaft in Kiel und war 1989 Fellow am Institute of Advanced Studies der Hebrew University of Jerusalem.

## Familie
Feenstra ist verheiratet und hat zwei Töchter.

## Ehrungen und Ehrenvorlesungen
- 2021: Mitglied der American Academy of Arts and Sciences
- 2006: Bernhard-Harms-Preis des Instituts für Weltwirtschaft Kiel[6]
- 2008 (September): Ohlin-Vorlesungen an der Universität Stockholm
- 2008 (Mai): Nottingham-Vorlesungen in Internationaler Ökonomik an der University of Nottingham
- 2007 (April): Zeuthen-Vorlesungen an der Universität Kopenhagen
- 1979: University Medal in Arts and Sciences von der University of British Columbia

### Monografien
- mit Alan M. Taylor: International Economics, 2. Ausgabe, Worth Publishers, 2011.
- Product Variety and the Gains from International Trade, The MIT Press, Cambridge 2010. ISBN 9780262062800.
- Offshoring in the Global Economy. Microeconomic Structure and Macroeconomic Implications, The MIT Press, Cambridge 2009. ISBN 9780262013833.
- mit Alan M. Taylor: International Economics, Worth Publishers, 2008.
- mit Gary G. Hamilton: Emergent Economics, Divergent Paths: Economic Organization and International Trade in South Korea and Taiwan, Cambridge University Press, Cambridge 2006.
- Advanced International Trade: Theory and Evidence, Princeton University Press, Princeton 2003. ISBN 9780691114101.
- mit William Alterman und W. Erwin Diewert: International Trade Price Indexes and Seasonal Commodities. U.S. Dept. of Labor, Bureau of Labor Statistics, Washington, D.C. 1999.

### Als Herausgeber
- mit Shang-Jin Wei: China's Growing Role in World Trade, National Bureau of Economic Research Conference Report 2010 The University of Chicago Press, Chicago 2010.
- mit Matthew D. Shapiro: Scanner Data and Price Indexes, National Bureau of Economic Research Conference Report 2003 The University of Chicago Press, Chicago 2003.
- Empirical Methods for International Trade, The MIT Press, Cambridge 2003. ISBN 9780262561648.
- The Impact of International Trade on Wages, National Bureau of Economic Research Conference Report 2000. The University of Chicago Press, Chicago 2000.
- The Effects of U.S. Trade Protection and Promotion Policies, National Bureau of Economic Research Conference Report 1997. The University of Chicago Press, Chicago 1997.
- mit Gene M. Grossman und Douglas A. Irwin: The Political Economy of Trade Policy. Papers in Honor of Jagdish Bhagwati, The MIT Press, Cambridge 1996. ISBN 9780262061865.
- Trade Policies for International Competitiveness, National Bureau of Economic Research Conference Report 1989. The University of Chicago Press, Chicago 1989.
- Essays in International Economic Theory, Volume 2. International Factor Mobility , The MIT Press, Cambridge 1986. ISBN 9780262521215.
- Essays in International Economic Theory, Volume 1. The Theory of Commercial Policy, The MIT Press, Cambridge 1986. ISBN 9780262521208.